# Metalurgi Rustavi
Sapechburto Klubi Metalurgi Rustavi (georgiska: საფეხბურთო კლუბი მეტალურგი რუსთავი, Sapechburto Klubi Metalurgi Rustavi) är en georgisk fotbollsklubb från staden Rustavi. Klubben spelar sina hemmamatcher på Poladi-stadion.
2007 vann klubben sin första titel då man tog hem den georgiska högstaligan, Umaghlesi Liga. Klubben lyckades också ta hem 2009/2010-års Umaghlesi Liga då man vann, 5 poäng före tvåan FK Zestaponi. 
På tidiga 1990-talet gick klubben under namnet Gorda Rustavi. 2006 slogs klubben ihop med FK Tbilisi och bildade Olimpi Rustavi som klubben hette fram till 2011 då man antog det nuvarande namnet Metalurgi Rustavi.

## Spelartrupp
| Nr | Land     | Pos | Namn                        |
| -- | -------- | --- | --------------------------- |
| 1  | Georgien | MV  | Grigol Bediasjvili          |
| 2  | Georgien | F   | Leri Chochonisjvili         |
| 3  | Georgien | MF  | Irakli Maisuradze           |
| 5  | Georgien | F   | Sevasti Todua               |
| 6  | Georgien | F   | Givi Kvaratschelia (kapten) |
| 7  | Georgien | MF  | Luka Razmadze               |
| 8  | Georgien | F   | Giorgi Seturidze            |
| 9  | Georgien | A   | Giorgi Tjedia               |
| 10 | Georgien | MF  | Giorgi Tekturmanidze        |
| 11 | Georgien | MF  | Irakli Modebadze            |
| 12 | Georgien | MV  | Zurab Batiasjvili           |

| Nr | Land     | Pos | Namn                   |
| -- | -------- | --- | ---------------------- |
| 13 | Georgien | MF  | Grigol Gavasjelisjvili |
| 14 | Georgien | F   | Lasja Dzjaparidze      |
| 15 | Georgien | MF  | Giorgi Kavtaradze      |
| 16 | Georgien | MF  | Giorgi Oniasjvili      |
| 17 | Georgien | A   | Irakli Sicharulidze    |
| 18 | Georgien | MF  | Denis Dobrolovski      |
| 19 | Georgien | MF  | Revaz Getsadze         |
| 20 | Georgien | F   | Micheil Machviladze    |
| 21 | Georgien | A   | Dimitri Tatanasjvili   |
| 22 | Georgien | MF  | Giorgi Mikaberidze     |

## Kända spelare
(Nuvarande klubb)
- Levan Kobiasjvili
- Davit Devdariani
- Gotja Chodzjava
- Giorgi Tjelidze
- Soso Grisjikasjvili
- Ernest Akouassaga

## Europacupstatistik
| Säsong  | Tävling               | Runda | Nation    | Klubb              | Resultat (b + h) |
| ------- | --------------------- | ----- | --------- | ------------------ | ---------------- |
| 2007–08 | Uefa Champions League | 1Q    | Kazakstan | FK Astana          | 0–0, 0–3         |
| 2009–10 | Uefa Europa League    | 1Q    | Färöarna  | B36 Tórshavn       | 2–0, 2–0         |
|         |                       | 2Q    | Polen     | Legia Warszawa     | 0–3, 0–1         |
| 2010–11 | Uefa Champions League | 2Q    | Kazakstan | FK Aktobe          | 0–2, 1-1         |
| 2011-12 | Uefa Europa League    | 1Q    | Armenien  | FK Banants         | 1-0, 1-1         |
|         |                       | 2Q    | Kazakstan | FK Irtysj Pavlodar | 1–1, 2–0         |
|         |                       | 3Q    | Frankrike | Stade Rennais FC   | 2–5, ?–?         |
| 2012-13 | Uefa Europa League    | 1Q    | Albanien  | Teuta Durrës       | 0–3 (b), 6–1 (h) |
|         |                       | 2Q    | Tjeckien  | Viktoria Plzeň     | 1–3 (h), ?–?     |

## Meriter
- Umaghlesi Liga: 2

2006/2007, 2009/2010.
- Georgiska supercupen: 1

2010.